# Província de Caserta
La província de Caserta  és una província que forma part de la regió de Campània dins Itàlia. La seva capital és Caserta.
Té una àrea de 2.651,35 km², i una població total de 924.414 hab. (2016). Hi ha 104 municipis a la província.

## Història
Antigament tot el territori de la província formava part de la Terra di Lavoro, a la vegada que també, una subdivisió històrica del Regne de Nàpols i el Regne de les Dues Sicílies. La Terra di Lavoro a Itàlia també va sobreviure al període pre-republicà com una província, amb capital a Caserta, però amb el temps va ser objecte de diversos canvis territorials.
El 1863 es va vendre fora de la província un tros de la part superior de la vall del Volturno, juntament amb la de Molise (coincidint llavors amb la província de Campobasso), el territori de la província d'Isernia, a tota la Vall de Caudina el lloc va ser dividit entre la recent formada província de Benevent i d'Avellino.
Benito Mussolini el 1927, arran d'una qüestió personal amb algun Casertà, va decidir dissoldre la província de Terra di Lavoro. L'àrea de Gaeta, fondi i Formia va anar a la província de Roma i la de Cassino i Sora amb l'alta vall del Liri va anar a la recentment creada de Frosinone, la vall del Volturno es va dividir entre els de Benevento i Campobasso i la resta, inclosa la ciutat de Caserta, va anar a Nàpols. L'àrea de Gaeta i Formio Ponziane i després es va passar el 1934 a la nova província Littoria, (Província de Llatina des de 1946).
El 1945 es va establir l'actual província de Caserta, molt menys extensa que la històrica regió de la Terra di Lavoro: es va crear per la recuperació a la Província de Nàpols (amb l'excepcció del Agro Nolano,de la petita part Aversa i de la zona del Agro Acerra) i els municipis de la Vall del Volturno anteriorment es van sumar a les províncies de Benevento i Campobasso. La Cassina romangué a la província de Frosinone, l'àrea de Gaeta i Formio i Illes Ponziane a la Llatina: per tant, aquests territoris, encara que cultural i arrels històriques profundament campanes, van ser part del Lazio.

## Municipis
| Ciutat                   | Població (hab.) | Superfície (km²) |
| ------------------------ | --------------- | ---------------- |
| Caserta                  | 79.137          | 53,91 km²        |
| Aversa                   | 52.365          | 8,73 km²         |
| Marcianise               | 43.139          | 30 km²           |
| Maddaloni                | 39.157          | 36,53 km²        |
| Santa Maria Capua Vetere | 33.713          | 15,76 km²        |
| Mondragone               | 26.558          | 54 km²           |
| Castel Volturno          | 23.179          | 72.23 km²        |
| Sessa Aurunca            | 22.860          | 163 km²          |
| Casal di Principe        | 20.746          | 23 km²           |
| Teano                    | 12.536          | 89,43 km²        |
| Alife                    | 7.638           | 64,32 km²        |
| Pietravairano            | 2.965           | 33,49 km²        |